# Wealhþeow

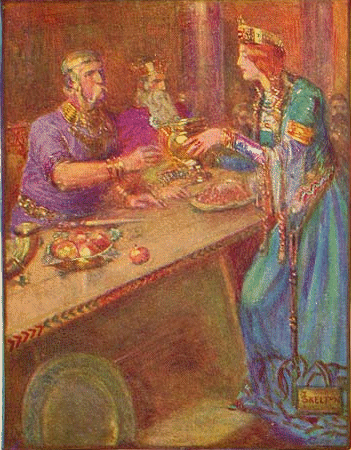
La regina Wealhþeow che serve al banchetto

Wealhþēow è una leggendaria regina dei Danesi che compare nel poema in antico inglese Beowulf per la prima volta al verso 612.

## Visione d'insieme sul personaggio
Wealhþeow è la regina dei Danesi e appartiene al clan dei Wulfing. È sposata con re Hroðgar di Danimarca ed è la madre di Hreðric e Hroðmund e di Freawaru. L'etimologia del nome è dibattuta; una possibile traduzione è "serva straniera" (Hill, 1990).
In rapporto al suo matrimonio con Hroðgar è descritta come friðusibb folca (verso 1168), "parentela garanzia di pace tra due genti", che significa che il loro matrimonio sancì l'alleanza tra Wulfing e Scylding. Per questo è chiamata sia "Signora degli Helming" (verso 620) (perché discende da Helm) sia "Signora degli Scylding" (verso 1168) (essendo sposata con uno Scylding e avendo avuto figli da lui).
Due fonti norrene associano la moglie di Hroðgar all'Inghilterra. La Saga degli Skjöldungar, nel riassunto di Arngrímur Jónsson, capitolo 3, dice che Hroðgar (Roas) sposò la figlia di un re inglese; la Hrólfs saga kraka ok kappa hans, capitolo 5, dice che Hroðgar (Hróarr) sposò la figlia di un re di Northumbria (Norðhymbraland) chiamato Norðri.
In conseguenza di questo, nel 1897 fu avanzata l'ipotesi che il nome "Wulfing" potesse essere sinonimo della famiglia Wuffing dell'Anglia orientale, e che il nome "Helmingas" fosse in relazione con il nome di luogo Helmingham presente nel Norfolk e nel Suffolk, cioè nella zona di occupazione scandinava dell'Inghilterra nel V-VI secolo. Anche se la teoria non fu appoggiata da alcuni, essa recentemente è riaffiorata in una discussione sull'identità di Hroðmund.

## Ruolo nel poema
Wealhþeow (come Hygd) svolge l'importante ruolo di "padrona di casa" e "locandiera" nel poema. L'importanza del suo personaggio è sottolineato con enfasi ai versi 1161-1231: qui Wealhþeow, desiderosa che Hroðgar assicuri la successione ai suoi figli, ricompensa Beowulf per aver ucciso Grendel con tre cavalli e una collana.
La collana si chiama Brosinga mene, e il nome viene da una storpiatura o un'errata trascrizione dell'antico inglese Breosinga mene, norreno Brísingamen, la collana di Freyja. Richard North compara il dono della collana a Brosing, la Brísingamen di Freyja e commenta che:
(Origins of Beowulf: from Vergil to Wiglaf)
Helen Damico (1984/1990) suggerì inoltre che Wealhþeow e la madre di Grendel rappresentassero diversi aspetti di una dea della mitologia norrena, forse legati al mito delle valchirie.
Wealhþeow è stata anche esaminata come rappresentante del regno e del prestigio di Hroðgar e come componente fondamentale per il buon funzionamento della corte. Secondo Stacy Klein, Wealhþeow possiede "garbo elaborato" che dimostra "ricchezza e potere" del regno. Come regina, Wealhþeow rappresenta il "dovere di mantenere la pace tra due clan in guerra" e "denota lo status della corte". Mentre la sua posizione può apparire conforme al rituale, ella mantiene anche "la coesione nel gruppo dei guerrieri". Il ruolo delle regine nella Germania antica era di far fiorire "armonia sociale attraverso un'attiva opera diplomatica e di conciliazione". Wealhþeow riveste questo ruolo parlando costantemente con ognuno degli uomini nella sua reggia e ricordando loro i loro obblighi - obblighi verso la patria, la famiglia o il re.

## Film
Nel 2005 Steinunn Ólína Þorsteinsdóttir interpreta la regina Wealhþēow nel film Beowulf & Grendel.
Nel 2007 Robin Wright Penn interpreta la regina Wealhþēow nel film di Robert Zemeckis, La leggenda di Beowulf. Al contrario del poema, nel film la regina Wealhþēow gioca una parte importante; oltre ad essere la regina rispettosa e composta, Wealhþēow è ritratta come una moglie alquanto infelice, oppressa dalla consapevolezza dell'infedeltà del marito. Ripete la stessa esperienza con Beowulf dopo che si sono sposati.